# The Second Son
The Second Son è un cortometraggio muto del 1915 diretto da Fred E. Wright.

## Produzione
Il film fu prodotto dalla Essanay Film Manufacturing Company.

## Distribuzione
Distribuito dalla General Film Company, il film - un cortometraggio tre bobine - uscì nelle sale cinematografiche statunitensi il 13 novembre 1915.